# Јужна и источна Србија
Јужна и источна Србија је један од пет статистичких региона Србије. Према попису из 2022. на територији региона живело је 1.406.050 становника.

## Формирање региона
У јулу 2009. године, скупштина Србије усвојила је закон којим је Србија подељена на седам статистичких региона. Првобитно је било предвиђено да подручје статистичког региона Јужна и источна Србија чине два статистичка региона — Јужни регион и Источни регион. Почетком 2010. године преовладала је идеја о смањењу броја статистичких региона, а разлог за то је неравномерност у броју становника у регионима на основу првог предлога. Према новом предлогу, Србија се дели на пет статистичких региона, а уједначавање региона врши се спајањем Западног и Централног региона и Источног и Јужног региона.

## Историја
У римско доба, ово подручје је првобитно било у саставу провинције Мезије. Уситњавањем провинција и променом њихових граница, подручје региона улази у састав провинције Горња Мезија, а затим у састав провинција Дарданије и Дакије. Дакија се потом дели на две провинције: Дакија Рипензис и Дакија Медитеранеа. Касније, поделом Римског царства, цела област је укључена у Византију.
Крајем 5. и почетком 6. века, на ове просторе се масовно досељавају словенска племена. Током раног средњег века, овом регијом доминирају Бугарска и Византија, да би се од 12. века на ове просторе ширила српска држава. На северу региона, шири се средњовековна угарска држава, која на овом подручју формира покрајине Браничевска бановина и Кучевска бановина. У 13. веку, подручјем Браничева владали су бугарски великаши Дрман и Куделин, да би затим њихову област краљ Драгутин укључио у своју Сремску краљевину.
Средином 14. века, регион је у саставу Душановог српског царства, а затим, после пропасти царства, улази у састав Моравске Србије и државе Константина Драгаша. Североисточни делови региона били су у саставу Видинске кнежевине, настале распадом бугарске државе. Подручје региона затим улази у састав Српске деспотовине, али га постепено, током 15. века, освајају Турци.
Падом Српске деспотовине (1459. године) целокупно подручје региона долази под турску власт. У кратком периоду, између 1718. и 1739. године, северни део области улази у састав Аустријске Краљевине Србије и Тамишког Баната. После Првог српског устанка 1804. године, највећи део региона улази у састав Карађорђеве Србије, да би после Другог српског устанка 1815. године, само северни делови региона били признати као део Србије, док јужни делови остају под непосредном турском влашћу. На том подручју, које остаје под непосредном турском влашћу, формиран је 1846. године Нишки пашалук. Проширењем граница Србије 1833. и 1878. године, у састав Србије улазе и остали делови региона, док под турском влашћу остаје само крајњи југ области, који ће такође ући у састав Србије 1912. године. Поред тога, још неке мање пограничне територије на истоку региона добијене су од Бугарске 1919. године.
У Првом светском рату, крајем 1915. године, Бугари окупирају регион и на овом простору формирају војно-инспекциону област Мораве. Почетком 1917. године, због репресија бугарских окупационих власти, подигнут је Топлички устанак. У јесен 1918. власт прелази из бугарских у немачке руке, да би убрзо српска војска ослободила окупиране територије. После формирања Краљевства Срба, Хрвата и Словенаца 1918. године, подручје региона је било подељено на неколико округа (1918—1922) и области (1922—1929). Са формирањем бановина 1929. године, подручје региона је углавном ушло у састав Моравске Бановине, изузев неких северних и јужних територија које су ушле у састав Дунавске и Вардарске бановине.
Током окупације Југославије од стране сила Осовине у Другом светском рату, ово подручје је углавном било у саставу Недићеве Србије, изузев јужних и источних делова региона који су били под окупацијом Бугарске. После ослобођења, регион улази у састав СР Србије у оквиру нове социјалистичке Југославије. На северу и југу СР Србије налазиле су се аутономне покрајине Војводина и Косово, док је централно подручје републике које се није налазило у саставу аутономних покрајина било познато под именом Ужа Србија (касније Централна Србија) и функционисало је као нека врста статистичког региона, који, за разлику од других делова Југославије, није имао сопствене органе власти, али су статистички подаци исказивани у оквиру његових граница.
Током 2009. године, подручје Централне Србије подељено је на 5 статистичких региона (Београд, Западни регион, Централни регион, Источни Регион, Јужни регион), да би 2010. године, спајањем региона, овај број био смањен на 3 (Београд, Јужна и источна Србија, Шумадија и западна Србија).

## Географија
На подручју региона налази се неколико просторно-географских целина, од којих су значајније: Поморавље, Подунавље, Понишавље, Браничево, Тимочка Крајина, Топлица, Јабланица, Шоплук, итд.

## Управни окрузи
На подручју региона налазе се следећи управни окрузи:
- Подунавски управни округ
- Браничевски управни округ
- Борски управни округ
- Зајечарски управни округ
- Топлички управни округ
- Нишавски управни округ
- Пиротски управни округ
- Јабланички управни округ
- Пчињски управни округ

## Демографија

### Етничке групе
На подручју региона углавном преовлађује српско становништво, а има и припадника других етничких група: Бугара, Албанаца, Влаха, Рома, итд. Албанци чине етничку већину у општинама Прешево и Бујановац, док Бугари чине апсолутну етничку већину у општини Босилеград и релативну већину у општини Димитровград.
| Етнички састав према попису из 2022.‍ | Етнички састав према попису из 2022.‍ | Етнички састав према попису из 2022.‍ | Етнички састав према попису из 2022.‍ | Етнички састав према попису из 2022.‍ |
| ------------------------------------ | ------------------------------------ | ------------------------------------ | ------------------------------------ | ------------------------------------ |
|                                      |                                      |                                      |                                      |                                      |
| Срби                                 | Срби                                 |                                      | 1.173.092                            | 83,43%                               |
| Албанци                              | Албанци                              |                                      | 58.145                               | 4,14%                                |
| Роми                                 | Роми                                 |                                      | 50.671                               | 3,60%                                |
| Власи                                | Власи                                |                                      | 19.569                               | 1,39%                                |
| Бугари                               | Бугари                               |                                      | 10.554                               | 0,75%                                |
| Македонци                            | Македонци                            |                                      | 2.235                                | 0,16%                                |
| Румуни                               | Румуни                               |                                      | 1.973                                | 0,14%                                |
| Југословени                          | Југословени                          |                                      | 1.879                                | 0,13%                                |
| Црногорци                            | Црногорци                            |                                      | 1.098                                | 0,08%                                |
| Хрвати                               | Хрвати                               |                                      | 875                                  | 0,06%                                |
| Остали                               | Остали                               |                                      | 5.454                                | 0,39%                                |
| Регионално                           | Регионално                           |                                      | 285                                  | 0,02%                                |
| Неизјашњено                          | Неизјашњено                          |                                      | 20.495                               | 1,46%                                |
| Непознато                            | Непознато                            |                                      | 59.725                               | 4,25%                                |

### Религија
Најзаступљенија вероисповест у региону је православље, док је на крајњем југу области присутан и ислам.

## Правни статус и политика
Подела Србије на статистичке регионе извршена је у циљу усаглашавања са земљама Европске уније које користе НУТС стандарде. За разлику од три статистичка региона који имају и сопствене органе управе (Војводина, Косово и Метохија, Београд), статистички регион Јужна и источна Србија је формиран за статистичке потребе и нема своје органе власти. Пошто се у влади Србије разматра и опција административне регионализације, није искључено да ће овај статистички регион постати и административни. Идеје о административној регионализацији овог подручја присутне су у извесним политичким круговима у граду Нишу.